# U-656
Unterseeboot 656 foi um submarino alemão do Tipo VIIC, pertencente a Kriegsmarine que atuou durante a Segunda Guerra Mundial.
O U-656 esteve em operação entre os anos de 1942 e 1943, realizando neste período 2 patrulhas de guerra, nas quais não afundou nenhuma navio aliado.
Foi afundado  por cargas de profundidade lançadas por uma aeronave Hudson (Sqdn VP 82) no dia 1 de março de 1942, causando a morte de todos os 45 tripulantes.

## Comandantes
| Comandante           | Data                                        |
| -------------------- | ------------------------------------------- |
| Kptlt. Ernst Kröning | 17 de setembro de 1941 - 1 de março de 1942 |

## Subordinação
Durante o seu tempo de serviço, esteve subordinado às seguintes flotilhas:
| Período                                         | Flotilha                                  |
| ----------------------------------------------- | ----------------------------------------- |
| 17 de setembro de 1941 - 31 de dezembro de 1941 | 5. Unterseebootsflottille (treinamento)   |
| 1 de janeiro de 1942 - 1 de março de 1942       | 1. Unterseebootsflottille (serviço ativo) |

## Operações conjuntas de ataque
O U-656 participou das seguinte operações de ataque combinado durante a sua carreira:
- Rudeltaktik Schlei (17 de janeiro de 1942 - 24 de janeiro de 1942)

## Coordenadas
1. ↑  em posição 46° 15' N 53° 15' O